# Charles Vincent Aubrun
Charles-Vincent Aubrun (1906-1993) fue un hispanista francés.

## Biografía
Profesor de la Universidad de Burdeos y luego en la de París, ha dirigido el Instituto de Estudios Hispánicos y se ha consagrado sobre todo al estudio del teatro español del Siglo de Oro y a historiar la literatura española e hispanoamericana. Tradujo algunos textos de Simón Bolívar al francés.
Pasó un año en Madrid, en la École des Hautes Études Hispaniques (Casa de Velázquez) en 1935-1936.

## Obras
- La littérature espagnole París: PUF, 1977
- Histoire des lettres hispano-américaines Paris: Armand Colin, 1954
- La comédie espagnole: (1600-1680), Paris: P.U.F., 1966, traducido como La comedia española (1600-1680) Madrid: Taurus, 1968.
- Histoire du théatre espagnol Paris: P.U.F., 1970
- Le chansonnier espagnol d'Herberay des Essarts: (XVe siècle) Bordeaux: s.n., 1951
- L'Amérique centrale, Paris: P.U.F., 1962
- Crisis en la moral: Baltasar Gracián, S.J. (1601-1658) Madrid, 1965 (Imprenta Nacional del Boletín Oficial del Estado)
- Simón Bolívar, Cuatro cartas y una memoria, 1804-1815; présentation et notes de Charles V. Aubrun; París: Centre de recherches de l'Institut d'études hispaniques, 1961